# حسین کلانتری
حسین کلانتری (زاده ۱۳۴۲ در دره‌شهر) سیاستمدار ایرانی است که در دولت دوازدهم به‌عنوان استاندار کهگیلویه و بویراحمد فعالیت می‌کرد.
کلانتری دانش‌آموخته کارشناسی ارشد روان‌شناسی از دانشگاه تهران است. وی در فاصله سالهای ۱۳۹۲ تا ۱۳۹۶ معاونت سیاسی، امنیتی و اجتماعی استانداری ایلام را برعهده داشت و از ۱۳۹۶ تا ۱۳۹۸ نیز مشاور وزیر و مدیرکل امنیتی وزارت کشور بود. او در دولت اصلاحات، فرمانداری مهران، دهلران و شیروان چرداول را برعهده داشت.